# Als de liefde
Als de liefde is een studioalbum van Toon Hermans, uitgebracht in november 2000. Het album bevat liedjes met muziek en teksten van Hermans die hij de laatste maanden van zijn leven opnam met pianist Bert van den Brink. Vier liedjes zijn gebleven zoals ze waren, de rest is achteraf aangevuld met drums, bas, accordeon, blazers en strijkers, gearrangeerd door Van den Brink en Peter Schön. Het album is opgenomen bij Van den Brink in Ophemert en Studio Zeezicht in Spaarnwoude. 

## Nummers
| Nr. | Titel                       | Schrijver(s) | Duur |
| --- | --------------------------- | ------------ | ---- |
| 1.  | Ratata                      | Toon Hermans | 1:54 |
| 2.  | De piano                    | Toon Hermans | 3:40 |
| 3.  | Marie                       | Toon Hermans | 3:58 |
| 4.  | Als de liefde niet bestond  | Toon Hermans | 2:28 |
| 5.  | Paraplu, parachute, parasol | Toon Hermans | 3:00 |
| 6.  | Oorlog                      | Toon Hermans | 3:30 |
| 7.  | Lente me                    | Toon Hermans | 2:59 |
| 8.  | Strand                      | Toon Hermans | 5:12 |
| 9.  | Leven is leven              | Toon Hermans | 3:14 |
| 10. | Vader                       | Toon Hermans | 2:20 |
| 11. | Zaltbommel                  | Toon Hermans | 3:37 |
| 12. | Kom we gaan naar bed        | Toon Hermans | 3:03 |
| 13. | Carré                       | Toon Hermans | 3:50 |

## Trivia
- Over het moeizame opnameproces van het album werd door Martin Maat een documentaire gemaakt met de titel En De Wind Zong en werd op televisie uitgezonden op Nederland 1.